# 窦官站
窦官站是贵阳轨道交通1号线的地铁车站，为该线西端始发站，位於中华人民共和国贵州省贵阳市观山湖区朱昌镇窦官村金朱西路上方，2019年12月28日投入运营，是該線路25個車站中最後開通的車站。1号线金阳车辆段位于该站南面。

## 结构
车站分两层，上层为站台层，下层为站厅层，两层间有垂直电梯和扶手电梯连接。车站设两个侧式站台，东端设一组渡线，西端未设置折返线，列车在此站进行站前折返。
车站设4个出口，其中A1、A2出口位于金朱西路南侧，B1、B2出口位于金朱西路北侧。